# Чумаки (Полтавський район)
Чумаки́ — село в Україні, у Білицькій селищній громаді Полтавського району Полтавської області. Населення становить 72 осіб.

## Географія
Село Чумаки знаходиться за 3 км від правого берега річок Кобелячка та Вовча. На відстані до 1,5 км розташовані села Вітрова Балка і Богданівка. Через село проходить автомобільна дорога Н31.

## Історія
12 червня 2020 року, відповідно до розпорядження Кабінету Міністрів України № 721-р «Про визначення адміністративних центрів та затвердження територій територіальних громад Полтавської області», село увійшло до складу Білицької селищної громади.
19 липня 2020 року, в результаті адміністративно - територіальної реформи та ліквідації  Кобеляцького району, село увійшло до складу новоутвореного Полтавського району.

## Населення

### Мова
Розподіл населення за рідною мовою за даними :
| Мова       | Кількість | Відсоток |
| ---------- | --------- | -------- |
| українська | 67        | 93.06%   |
| російська  | 4         | 5.56%    |
| угорська   | 1         | 1.38%    |
| Усього     | 72        | 100%     |

## Клімат
Клімат у селі вологий континентальний клімат, з м'якою зимою та теплим літом. Середньорічна температура становить 8,0 °C.
Найпрохолодніший місяць січень, зі середньою температурою -5,7 °С, найтепліший місць липень, з середньою температурою +20,9 °C.
Опадів більше випадає у липні, в середньому 62 мм, найменше у березні — 33 мм опадів. У рік випадає близько 540 мм опадів.
| Кліматограма Чумаків                                                                           | Кліматограма Чумаків | Кліматограма Чумаків | Кліматограма Чумаків | Кліматограма Чумаків | Кліматограма Чумаків | Кліматограма Чумаків | Кліматограма Чумаків | Кліматограма Чумаків | Кліматограма Чумаків | Кліматограма Чумаків | Кліматограма Чумаків |
| ---------------------------------------------------------------------------------------------- | -------------------- | -------------------- | -------------------- | -------------------- | -------------------- | -------------------- | -------------------- | -------------------- | -------------------- | -------------------- | -------------------- |
| С                                                                                              | Л                    | Б                    | К                    | Т                    | Ч                    | Л                    | С                    | В                    | Ж                    | Л                    | Г                    |
| 43 −3 −9                                                                                       | 39 −2 −8             | 33 3 −4              | 40 14 4              | 45 21 10             | 60 27 14             | 62 26 15             | 46 25 14             | 40 18 9              | 41 13 4              | 43 5 −1              | 48 0 −5              |
| Середня макс. і мін. температури повітря (°C) Атмосферні опади (мм), за рік : 540 мм. Джерело: |                      |                      |                      |                      |                      |                      |                      |                      |                      |                      |                      |